# Dinhard
Dinhard – miejscowość i gmina (Politische Gemeinde) w północnej Szwajcarii, w kantonie Zurych, w okręgu (Bezirk) Winterthur.  

## Demografia
W Dinhardzie mieszka 1730 osób. W 2021 roku 8,4% populacji gminy stanowiły osoby urodzone poza Szwajcarią.

## Współpraca
Miejscowość partnerska:
- Šitbořice, Czechy

## Transport
Przez teren gminy przebiegają drogi główne nr 506 i nr 510.